# HMS Upholder (P37)
Pour les autres navires du même nom, voir HMS Upholder.
Le HMS Upholder (P37) est un sous-marin de classe U de la Royal Navy construit par Vickers-Armstrong à Barrow-in-Furness. Il sort des usines le 31 octobre 1940. 

## Carrière

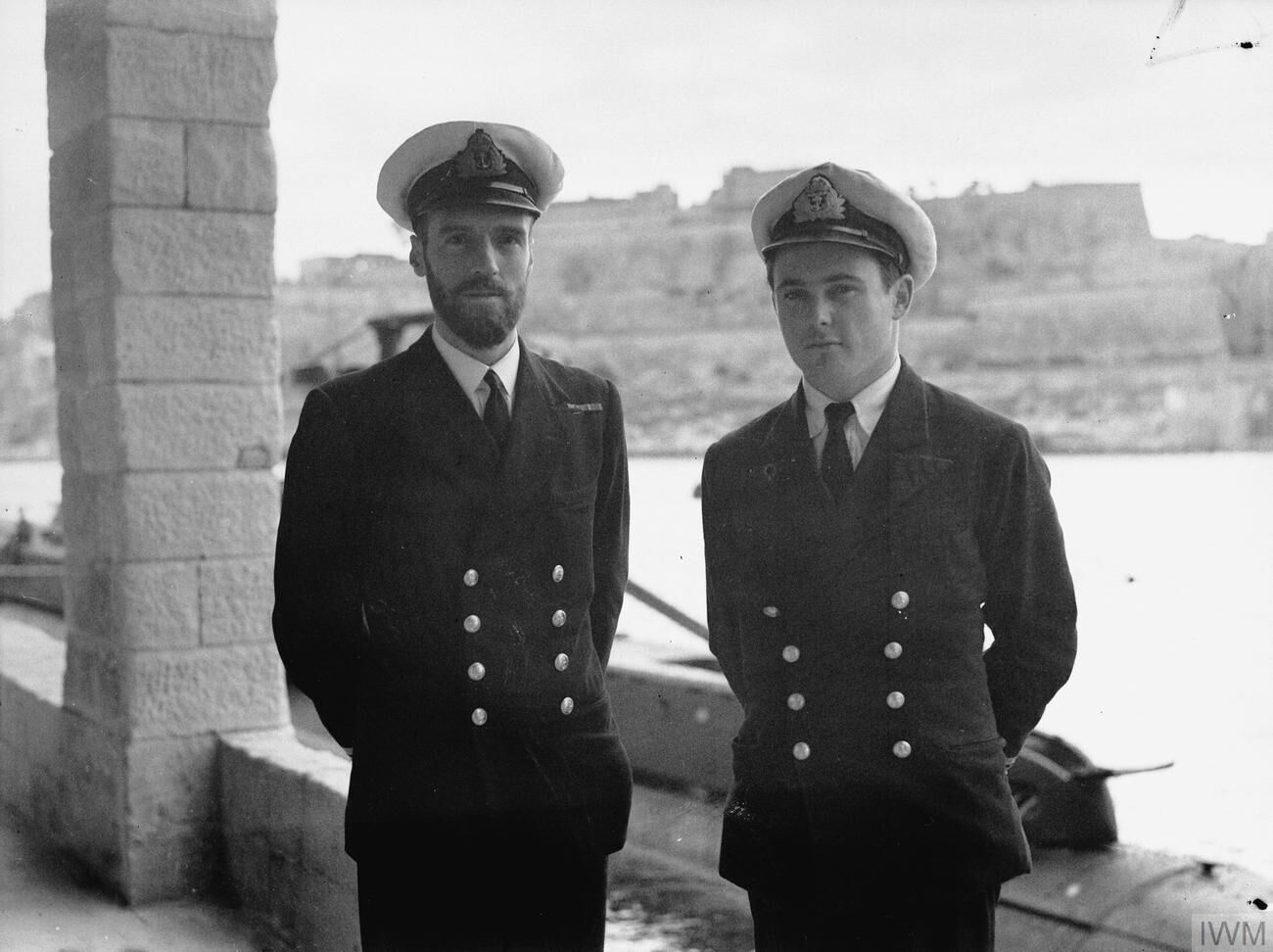
Le Lieutenant-Commandant Malcolm David Wanklyn (à gauche) avec son premier Lieutenant

Il a été commandé durant toute sa carrière par le Lieutenant-Commandant Malcolm David Wanklyn et est devenu le meilleur sous-marin anglais de la Seconde Guerre mondiale. Le sous-marin quitte Malte, le 10 décembre 1940, et est rattaché à la dixième flotte de sous-marins basée sur l'île. Il réalise au total 24 patrouilles et coule 93 031 tonnes de matériel ennemi : le destroyer de classe Maestrale Libeccio après la bataille du convoi de Duisburg, 2 sous-marins (le Tricheco et le Saint Bon), 3 navires de transport de troupes, 6 cargos, et un navire démineur. Wanklyn est décoré de la Croix de Victoria pour une patrouille réalisée en 1941. Wanklyn et son sous-marin mènent une attaque sur un convoi particulièrement bien protégé le 24 mai 1941. Il coule le navire de transport de troupes lourd SS Conte Rosso. Le 28 juillet 1941, il endommage le croiseur italien Giuseppe Garibaldi. Le 18 septembre 1941, il coule deux navires de transport en seulement deux heures - le Ms Neptunia et le Ms Oceania.
| Date              | Navire               | Drapeau         | Tonnage       | Notes                                                                                              |
| ----------------- | -------------------- | --------------- | ------------- | -------------------------------------------------------------------------------------------------- |
| 25 avril 1941     | Antonietta Lauro     | Italie fasciste | 5,428 tonnes  | Cargo; 4 hommes tués                                                                               |
| 1er mai 1941      | Arcturus             | Reich allemand  | 2,576 tonnes  | Cargo                                                                                              |
| 1er mai 1941      | Leverkusen           | Reich allemand  | 7,382 tonnes  | Cargo                                                                                              |
| 24 mai 1941       | Conte Rosso          | Italie fasciste | 17,789 tonnes | Transporteur de troupes; 1297 hommes tués et 1432 sauvés                                           |
| 3 juillet 1941    | Laura C.             | Italie fasciste | 6,181 tonnes  | Cargo; 6 hommes tués et 32 survivants                                                              |
| 20 aout 1941      | Enotria              | Italie fasciste | 852 tonnes    | Cargo; 2 hommes tués                                                                               |
| 22 aout 1941      | Lussin               | Italie          | 3 988 tonnes  | Navire de transport; 83 survivants                                                                 |
| 18 septembre 1941 | Neptunia             | Italie fasciste | 19,475 tonnes | Transport de troupes; perdu avec l'Oceania; 384 hommes tués, 5424 hommes sauvés                    |
| 18 septembre 1941 | Oceania              | Italie fasciste | 19,507 tonnes | Transport de troupes; perdu avec le Neptunia; 384 hommes tués, 4524 hommes sauvés                  |
| 9 novembre 1941   | Libeccio             | Italie          | 1 615 tonnes  | Destroyer; 27 hommes tués                                                                          |
| 5 janvier 1942    | Ammiraglio Saint Bon | Italie          | 1 461 tonnes  | Sous-marin; 59 hommes tués, 3 survivants                                                           |
| 27 février 1942   | Tembien              | Italie fasciste | 5 584 tonnes  | Cargo; 497 hommes tués incluant 419 prisonniers Anglais, 157 hommes sauvés incluant 78 prisonniers |
| 18 mars 1942      | Tricheco             | Italie          | 810 tonnes    | Sous-marin; 38 hommes tués et 11 survivants                                                        |
| 19 mars 1942      | B 14 Maria           | Italie          | 22 tonnes     | Navire démineur                                                                                    |
| Total:            | Total:               | Total:          | 93,031 tonnes | |

En plus, le Upholder endommagea le croiseur léger Italien Giuseppe Garibaldi (9 500 tonnes), le cargo Allemand Duisburg (7 000 tonnes), le tanker Français Capitaine Damiani (4 800 tonnes), les cargos Italiens Dandolo et Sirio et détruisit la cargo Allemand Arta déjà endommagé.

## Fin de vie
Le Upholder disparaît durant sa 25e patrouille, la dernière avant de retourner au Royaume-Uni. Il quitte le port le 12 avril 1942 avec le HMS Urge et le HMS Thrasher pour intercepter un convoi, et ne donne plus aucun signe de vie ensuite. Il est déclaré disparu le 14 avril 1942.

### Théories sur sa disparition
L'explication la plus plausible est qu'après avoir été repéré par un avion de reconnaissance, le Upholder rencontra plusieurs mines sous-marines lâchées par le torpilleur italien Pegaso au Nord-Est de Tripoli le 14 avril 1942 à la position 34° 47′ N, 15° 55′ E, même si aucun débris ne fut retrouvé en surface. L'attaque s'est déroulée à 160 km au Nord-Est de la zone de patrouille de Wanklyn, qui avait sûrement dû changer de position pour trouver d'autres cibles. Il est aussi possible que le sous-marin ait été coulé par une mine le 11 avril 1942. Une troisième théorie propose que le sous-marin ait été la victime d'une attaque aérienne allemande, de la part d'une patrouille d'escorte qui protégeait un convoi de bateaux le 14 avril vers Misrata. Pourtant, aucun document officiel de l'Axe ne mentionne cette action.
Des recherches plus récentes menées par Francesco Mattesini, un spécialiste de la guerre navale, montre qu'une patrouille aérienne allemande comprenant deux Dornier Do 17 et deux Messerschmitt Bf 110 a lancé une attaque sur une cible sous-marine, 2 heures avant l'incident avec le Pegaso. L'auteur explique aussi que l'équipage de l'avion de reconnaissance ne savait pas si la cible désignée au Pegaso était un sous-marin ou alors un banc de dauphins. Mattesini admet la possibilité que le Pegaso ait pu finir de détruire le sous-marin, déjà endommagé par l'attaque aérienne.

### Hommage
Quand, le 22 août 1942, l'Amirauté annonce la perte du sous-marin, le communiqué envoyé comporte un hommage inhabituel, destiné à Wanklyn et ses hommes : « Il est rarement approprié de la part de la Maison Royale de faire des distinctions entre les différents services rendus dans le cadre du devoir de la marine, mais il faut profiter de cette occasion pour souligner les actions du HMS Upholder, sous le commandement du Lieutenant-Commandant David Wanklyn. Il a longtemps été employé pour contrer les communications ennemies dans la Méditerranée, et il s'est fait remarquer pour la qualité incroyablement élevée des services rendus. Tel était le niveau de compétence de Wanklyn et de ses hommes, et c'est pour cela qu'aujourd'hui ces hommes et leur navire sont une source d'inspiration non seulement pour leur régiment mais pour la flotte anglaise tout entière. Le Navire et sa compagnie sont partis, mais l'inspiration reste ».
Finalement, le Upholder a coulé 97 000 tonnes de matériel ennemi, en plus de trois U-Boat et d'un destroyer ennemi.